# 川上公一
川上 公一（かわかみ こういち、1950年（昭和25年） - ）は、日本の外交官。トロント総領事、レバノン駐箚特命全権大使を経て、外交記録公開担当特命全権大使を歴任した。

## 経歴・人物
石川県金沢市出身。金沢大学附属高等学校を経て、1976年（昭和51年）東京大学法学部を卒業して、外務省に入省した。
1977年（昭和52年）フランス大使館の外交官補となり、在外上級研究員として、グルノーブル政治学院、ENA（フランス国立行政学院）で学ぶ。後に首相となるドミニク・ド・ヴィルパン、フランス社会党の大統領候補となったセゴレーヌ・ロワイヤルとは同窓であった。
1986年（昭和61年）駐フランス大使館一等書記官。外務省アジア局南東アジア第二課長を経て、1995年（平成7年）駐ミャンマー大使館公使参事官。1998年（平成10年）駐仏大使館参事官兼広報文化センター所長を経て、2000年（平成12年）駐仏公使。2001年（平成13年）マレーシア公使。2003年から2006年3月まで、政策研究大学院大学教授として外交政策を担当した。2006年（平成18年）トロント総領事。2009年レバノン駐箚特命全権大使。2012年（平成24年）3月23日、外交記録公開担当大使。2013年（平成25年）3月29日依願免官、4月1日防衛大学校防衛教育学群安全保障・危機管理教育センター長・教授。

## 同期
- 齋木昭隆（13年外務事務次官・12年外務審議官（政務）・11年駐印大使・08年外務省アジア大洋州局長）
- 鶴岡公二（13年内閣官房審議官兼TPP政府対策本部首席交渉官・12年外務審議官（経済）・10年外務省総合外交政策局長）
- 兒玉和夫（13年OECD大使・外務省研修所長・10年国連大使（次席）・08年外務報道官）
- 木寺昌人（12年駐中国大使・内閣官房副長官補）
- 國方俊男（13年北極担当大使・11年駐チェコ大使）
- 小菅淳一（11年駐ヨルダン大使・06年駐アフガニスタン大使）
- 高田稔久（13年沖縄担当大使・駐ケニア兼ソマリア兼エリトリア兼セーシェル兼ブルンジ大使・10年駐ケニア大使）
- 福川正浩（11年駐ペルー大使）
- 田尻和宏（13年駐パラオ大使）
- 篠田研次（12年駐フィンランド大使）
- 高橋邦夫（11年駐ネパール大使・09年駐スリランカ兼モルディブ大使）
- 久枝譲治（11年駐オマーン大使）
- 加茂佳彦（12年駐アラブ首長国連邦大使）
- 西宮伸一（12年中国大使・10年外務審議官（経済））
- 大塚聖一（12年駐レバノン大使）
- 高瀬康夫（12年駐ジャマイカ兼ベリーズ兼バハマ大使・09年駐トンガ大使）
- 渡部和男（12年駐コロンビア大使・11年科学技術協力担当大使・08年駐パラグアイ大使）
- 小泉崇（12年駐ブルガリア大使）
- 東博史（13年駐ポルトガル大使・10年駐モーリタニア大使）
- 長内敬（09年駐ラトビア大使）
- 今井治（13年国際テロ対策・組織犯罪対策協力担当兼サイバー政策担当兼安保理非常任理事国選挙及び安保理改革（中南米諸国）担当大使・12年国際テロ対策・組織犯罪対策協力兼サイバー政策担当大使・09年駐エクアドル大使）
- 細谷龍平（13年駐マダガスカル大使）
- 山本啓司（12年駐ルーマニア大使・11年査察担当大使・駐カメルーン大使）
- 塚原大貮（12年駐ベナン大使）